# Akyatanské jezero
Akyatanské jezero nebo také Akyatanská laguna (turecky Akyatan Gölü) je největší turecké lagunové jezero. Nachází se u ústí řeky Seyhan, v provincii Adana na jižním (středomořském) tureckém pobřeží, v rovinaté krajině známé v Turecku pod názvem Çukurova. Je vzdálené 4 km od města Karataş a 48 km od regionálního centra (Adany). Jedná se o lokalitu podléhající od roku 1988 ramsarské úmluvě.

## Velikost a poloha

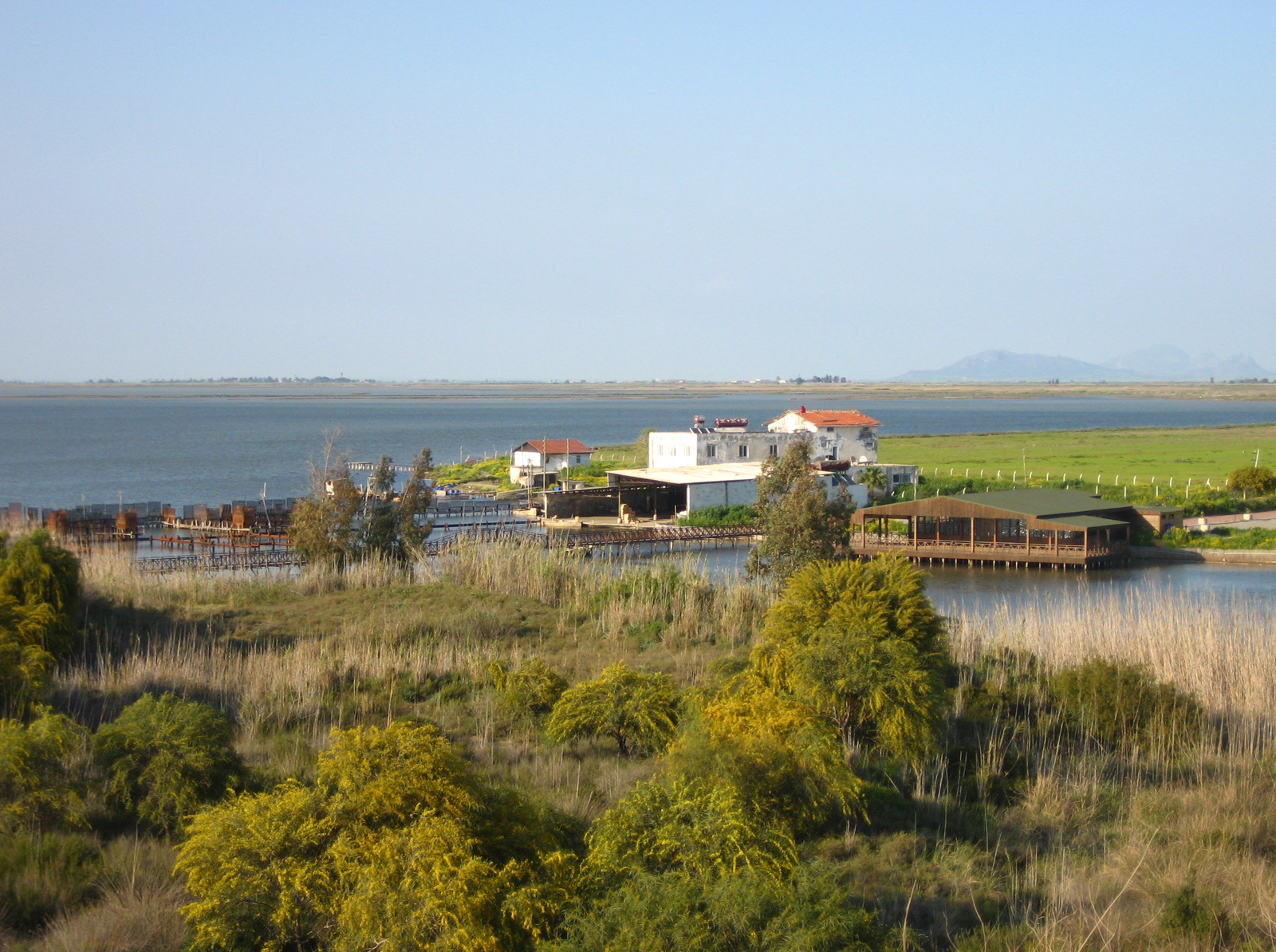
Domy u vstupu do rezervace.

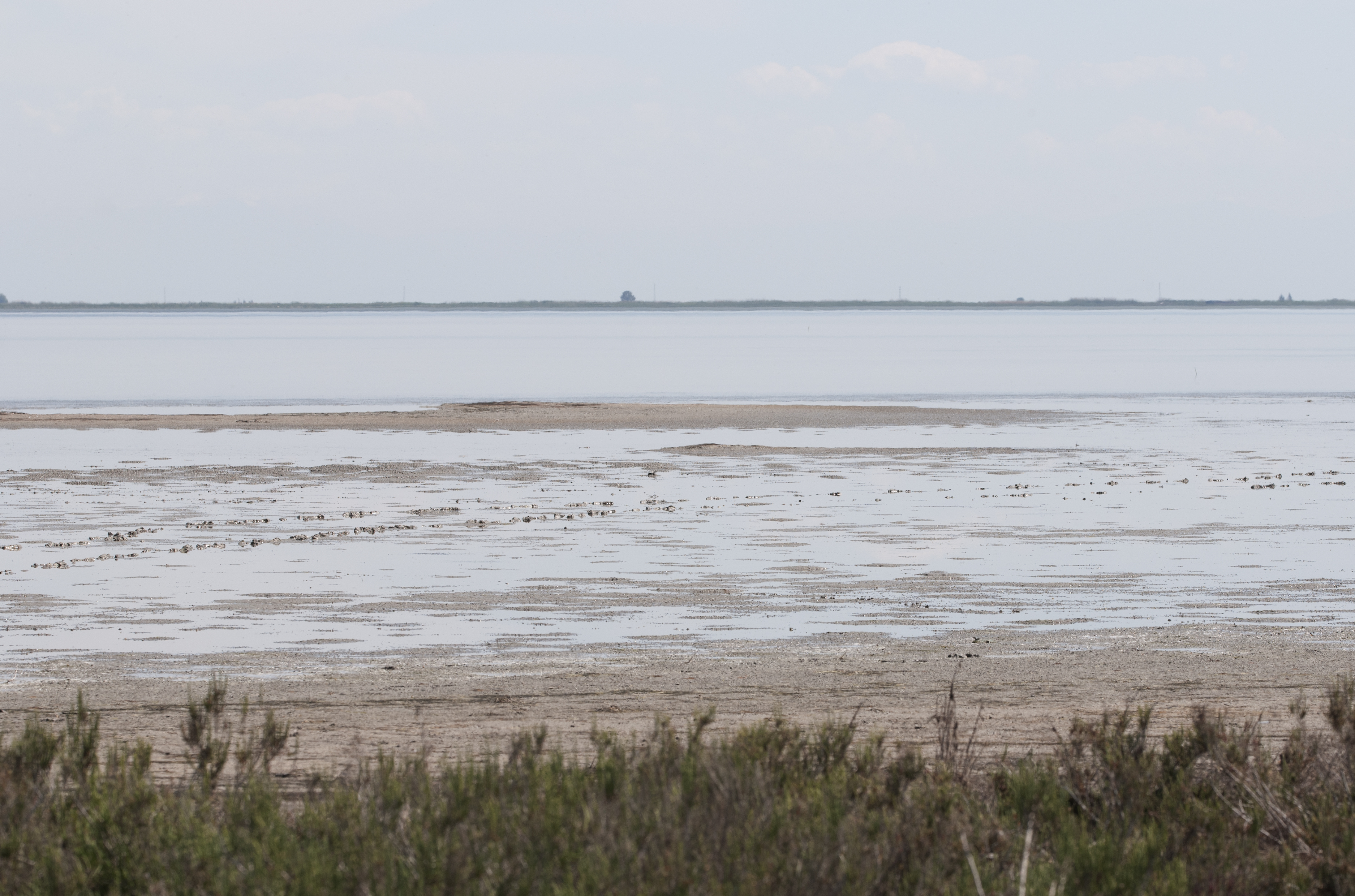
Hladina jezera/laguny.

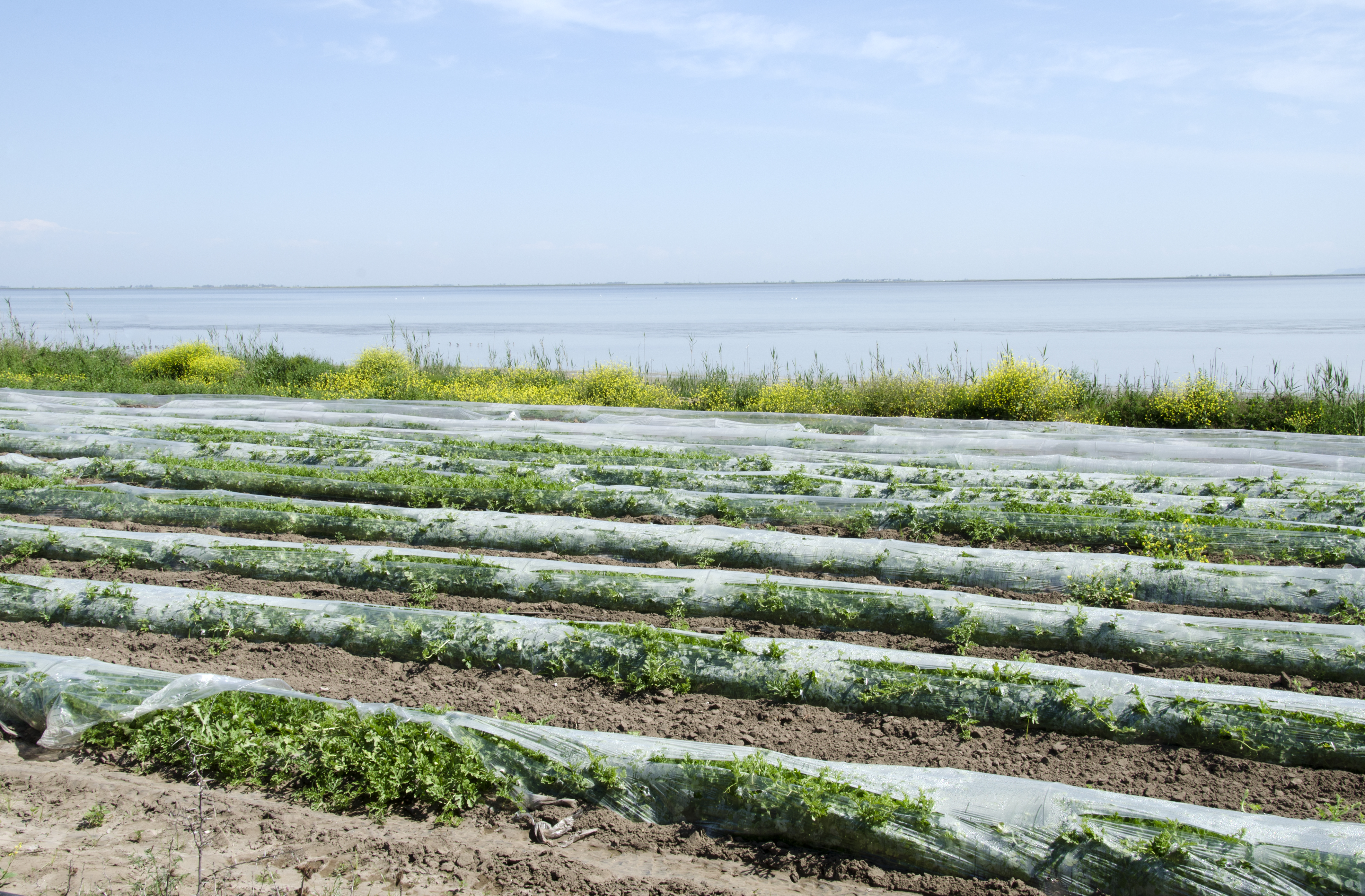
Pěstování melounů na břehu jezera/laguny.

Rozloha laguny činí 14 000 ha, maximální hloubka potom 4 m, šířka 4 km a délka 17 km. Její hladina se víceméně nachází pouhé 2 m nad hladinou moře. Pokud se v lagunovém jezeře objeví více vody, odtéká dvoukilometrovými kanálem mezi dvacet metrů vysokými písečnými dunami do moře. Kanál se přirozeně tvoří na jihovýchodním okraji jezera.
Jižní břeh tvoří písčitá pláž, severní (a ostatní břehy) potom přecházejí do mokřadu a močálu. Pokud jezero vysychá (tj. v létě a na podzim), vytváří se zde bahnitý povrch. Při nedostatku srážek může jezero vyschnout zcela.
Množství vody v jezeře odpovídá ročnímu období, voda je nicméně slaná. Množství soli v jezeře se mění v průběhu roku v souvislosti s výškou hladiny; v letních měsících a na podzim, kdy prší méně je voda slanější až hyperslaná, v zimních obdobích a na jaře je zde vyšší podíl sladké vody.
Teplota vody osciluje v průběhu roku mezi 2 °C a 22 °C.

## Využití
Jezero je oblíbenou destinací pro potápěče a ornitology. V okolí jezera se nachází několik pozorovatelen, odkud je možné různé druhy místních ptáků pozorovat.
Táboření na břehu jezera nebo okolo mokřadů není povoleno. Okolo laguny se nicméně občas konají prohlídky s turistickými průvodci. V lokalitě by mělo být vybudováno vzdělávací centrum pro mládež.

## Historie
Jezero/laguna zde vznikly po skončení doby ledové, kdy hladiny moří začaly stoupat. Jezero se zformovalo navátím dun a oddělením části břehu, který vytvořila řeka Seyhan při šíření vlastní říční delty.
V minulosti byl rozsah mokřadů okolo jezera větší než dnes, nicméně tyto byly vysušeny a jako zemědělsky velice hodnotná půda (v rámci úrodného regionu Çukurova) jsou nyní obdělávány jako pole. V roce 1968 byl postaven odvodňovací kanál z jezera.

## Flóra a fauna
Laguna je křižovatkou migračních tras stěhovavých ptáků. Díky tomu, že v zimě zamrzá, a díky tomu, že se nachází na migrační trase z Balkánu a Kavkazu dále na jih, se zde zastavuje velké množství ptáků. Odhaduje se, že jich zde okolo sedmdesáti až osmdesáti tisíc celkem zimuje. V okolí jezera přebžvají v zimních měsících tyto druhy ptáků: kachna letní, rákosník obecný, slipka bělokrká, ostroretka stěhovavá, rybák malý, plameňáci a další. Plameňáci sem migrují z Urmijského jezera.
Pás oddělující jezero od břehu moře je místem, kde své mladé přivádějí na svět různé druhy želv.
V samotném jezeře žijí parmice, okouni, cejni, úhoři, sumci, sumečci, metličky, pstruzi černí, kapři, a pstruzi duhoví. V západní části se vyskytují také krabi. Okolo jezera žije šakal obecný.
Oblast okolo jezera je také bohatá na různé druhy rostlin. Na písečných dunách rostou oleandry, myrta, ostružiníky. V oblastech se sladkou vodou roste rákos, leknín a kosatec žlutý.
V roce 1955 byl uskutečněn pokus některé duny stabilizovat vysázením různých keřů a stromů. Celkem bylo osázeno 3687 hektarů. Sázen byl blahovičník, různé druhy keřů a borovic.

## Ochrana přírody
V roce 1987 vyhlásilo turecké ministerstvo životního prostředí lokalitu jako chráněnou oblast s výskytem divoké zvěře. Její celková rozloha činí 11 244 hektarů. V roce 1996 připravilo ministerstvo bydlení, veřejných prací a životního prostředí Turecka projekt, který měl zajistit různé stupně ochrany oblasti okolo celého jezera.
Rybolov v lokalitě není povolen. Úřady provádějí kontroly, které mají zabránit divokému lovení ryb v jezeře.
Roku 1997 bylo jezero vyhlášeno přírodní památkou 1. stupně.